# Episodi di Binny e il fantasma (seconda stagione)
La seconda stagione di Binny e il fantasma è andata in onda in Germania su Disney Channel dal 10 aprile 2016 e in Italia dal 12 giugno dello stesso anno.
| n° | Titolo originale           | Titolo italiano               | Prima TV USA   | Prima TV Italia |
| -- | -------------------------- | ----------------------------- | -------------- | --------------- |
| 1  | Villa Sonnenschein         | Villa Sonnenschein            | 10 aprile 2016 | 12 giugno 2016  |
| 2  | Einbruch in der Schule     | Furto a scuola                | 17 aprile 2016 | 12 giugno 2016  |
| 3  | Das schwarze Froschmonster | Mistero allo Zoo              | 17 aprile 2016 | 19 giugno 2016  |
| 4  | Filmreif                   | Ciak, si gira!                | 24 aprile 2016 | 19 giugno 2016  |
| 5  | Nachts beim Minigolf       | Una notte al minigolf         | 1 maggio 2016  | 26 giugno 2016  |
| 6  | Das falsche Paket          | Pacchi a sorpresa             | 1 maggio 2016  | 26 giugno 2016  |
| 7  | Der Schatz in der Burg     | Caccia al tesoro              | 8 maggio 2016  | 3 luglio 2016   |
| 8  | Nachts im Kaufhaus         | Una notte ai grandi magazzini | 8 maggio 2016  | 3 luglio 2016   |
| 9  | Leonina                    | Leonina                       | 15 maggio 2016 | 10 luglio 2016  |
| 10 | Rock around the Clock      | Una nuova vita per Melchior   | 15 maggio 2016 | 10 luglio 2016  |